# Trachyderes maxillosus
Trachyderes maxillosus is een keversoort uit de familie van de boktorren (Cerambycidae). De wetenschappelijke naam van de soort werd voor het eerst geldig gepubliceerd in 1834 door Dupont.